# Маріологія

Чудесний медалик

Маріологія — теологічна наука про Діву Марію, у православному, католицькому і протестантському богослов'ї. Деякі православні богослови підкреслюють різницю між західною маріологією та східною теотокологією. У 431 році Третій (Ефеський) Вселенський собор постановив іменувати Діву Марію Богородицею (грец. Θεοτόκος).
У марійній побожності (маріології) в католицтві одним з перших вважається святий та письменник доби бароко Людовік Марія Гріньйон де Монтфорт, відомий своїм «Трактатом про істинне вшанування Пресвятої Діви Марії», де розвиває концепцію добровільного та довірчого віддання себе Діві Марії.

## Види маріології
Залежно від джерел, методів і цілі, які визначають її природу і характер, маріологію поділяються на:
- біблійну (що виходить з Біблії, елементи об'явлення про Марію);
- патристичну (на основі вчення Отців Церкви);
- схоластичну (споглядаючи різні питання, глибину Божественного Материнства в контексті Втілення);
- позитивну (на основі Святого Письма, науки святих Отців, навчання Соборів і Пап);
- привілейну (титули слави, догми про Марію, маріологія передсоборна);
- сотеріологічну (показуючи Марію на тлі історії спасіння від гріхів людей, і підкреслюючи свою участь в таємниці Втілення)
- академічну (виклади в університетах і семінаріях);
- людську (практикується благочестивими людьми);
- спасенну (розвинене в Латинській Америці в 2-й половині XIX ст. в контексті теології визволення);
- христотипічну (підкреслення схожості Марії з Христом, звідки виникає благочестя звертатися до Марії у різних потребах);
- еклезіотипічну (підкреслення схожості Марії з Церквою, акцентуюча відданість і прихильність до наслідування);
- феміністичну (феміністськи орієнтоване, сприяння необхідність духовного спасіння жінок);
- символічну (оцінка біблійних символів, що можуть розумно бути застосовані до Марії);
- оповідальну (наголошується описова сила біблійного оповідання на наявності Марії в житті Христа і Церкви);
- екуменічну (з урахуванням вчення про Марію представлення інших християнських конфесій).

## Спільноти та релігійні рухи присвячені Діві Марії
Відомі християнські спільноти з марійним культом:
- Орден Святої Марії Віфлеємської
- Дочки Марії Помічниці Християн
- Сестри Служебниці Непорочної Діви Марії
- Сестри Непорочного зачаття Пресвятої Діви Марії
- Францисканки Місіонерки Марії
- Маріани
- Редемптористи

## Маріологія й Папи Римські
Папи Римські присвячували свої булли та енцикліки Діві Марії.
Папські булли:
- лат. Bis Saeculari
- лат. Ineffabilis Deus
- лат. Munificentissimus Deus

Енцикліки
- лат. Ad Caeli Reginam
- лат. Ad Diem Illum
- лат. Deiparae Virginis Mariae
- лат. Fulgens Corona
- лат. Ingruentium Malorum
- лат. Redemptoris Mater